# Lagynopteryx
Lagynopteryx là một chi bướm đêm thuộc họ Geometridae.